# تاج‌شدگی

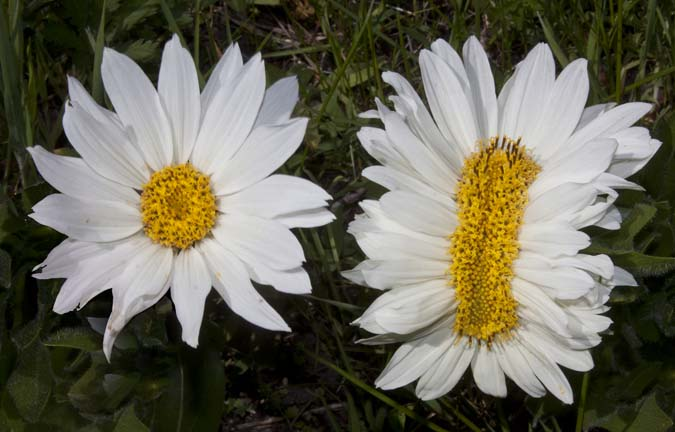
Wyethia helianthoides یا گل وحشی گوش قاطر (در سمت راست) که تاج‌شدگی را نشان می‌دهد

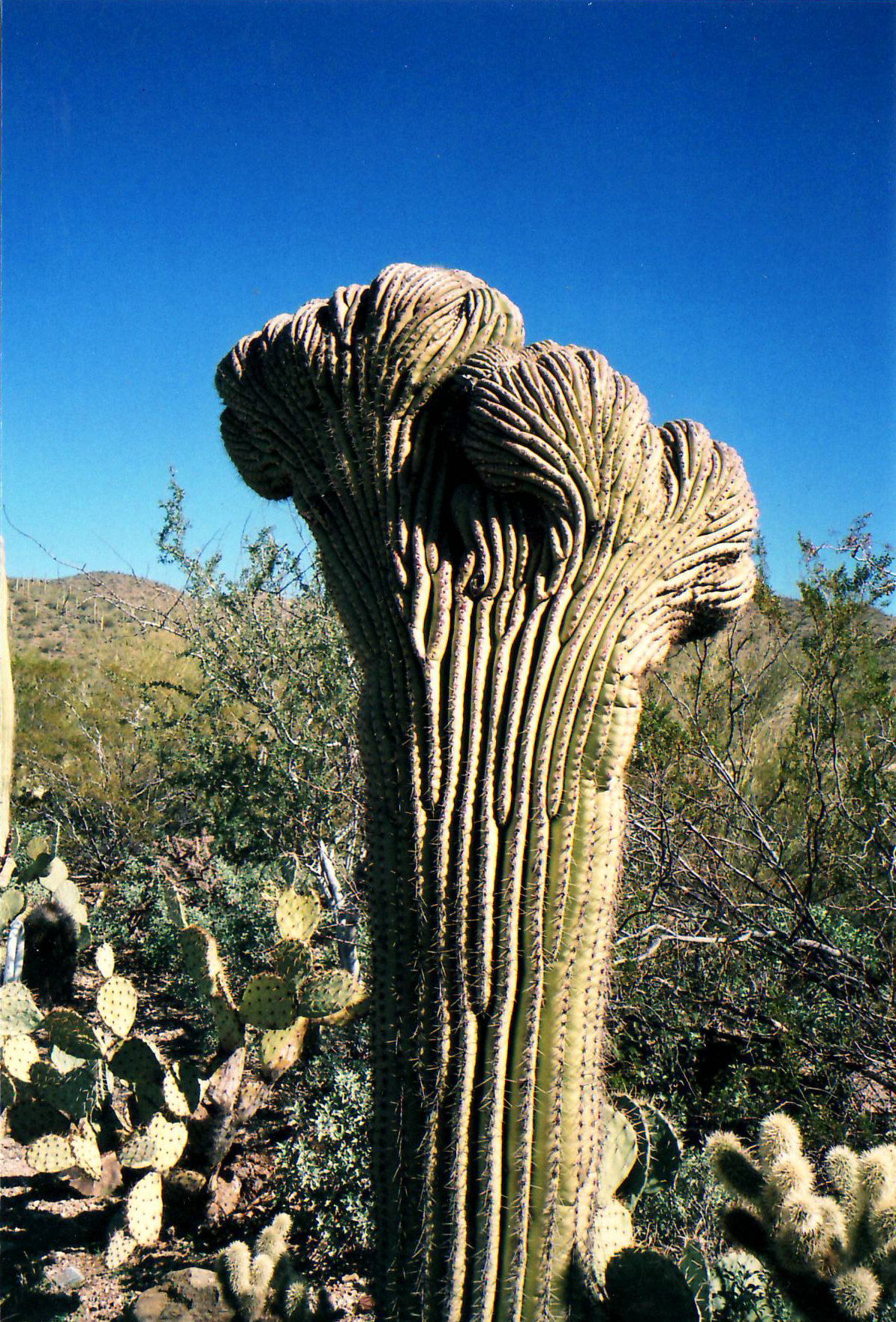
یک کاکتوس ساگوارو «تاجدار» (Carnegiea gigantea)، ناشی از تاج‌شدگی، واقع در پارک ملی ساگوارو (غرب)، آریزونا، ایالات متحده

تاج‌شدگی (به انگلیسی: Fasciation)، از ریشه لاتین به معنی "نوار")، که همچنین به عنوان تاج‌دار شدن شناخته می‌شود، یک وضعیت به نسبت کمیاب از رشد غیرطبیعی در گیاهان آوندی است که در آن مریستم اوج (انتهایی) (نوک در حال رشد) که معمولاً پیرامون یک نقطه متمرکز است و بافت تقریباً استوانه‌ای ایجاد می‌کند، در عوض به‌طور عمود بر جهت رشد کشیده می‌شود، بنابراین بافتی صاف، نوارمانند، تاج‌دار (cristate) یا به‌طور مفصل انقباض ایجاد می‌کند. تاج‌شدگی همچنین ممکن است در برخی موارد باعث افزایش وزن و حجم قطعه‌های گیاه شود. این پدیده ممکن است در ساقه، ریشه، میوه یا سر گل رخ دهد.
برخی از گیاهان رشد کرده و از نظر زیبایی‌شناختی به دلیل ایجاد تاج‌شدگی مورد توجه قرار می‌گیرند. هر گونه تاج‌شدگی دلیل‌های مختلفی دارد، از جمله علل هورمونی، ژنتیکی، باکتریایی، قارچی، ویروسی و محیطی.